# Rajon Wyschhorod
Der Rajon Wyschhorod (ukrainisch Вишгородський район/Wyschhorodskyj rajon; russisch Вышгородский район/Wyschgorodski rajon) ist eine Verwaltungseinheit im Zentrum der Ukraine innerhalb der Oblast Kiew.

## Geschichte
Der Rajon wurde am 12. April 1973 gegründet, seit 1991 ist er Teil der heutigen Ukraine.
Am 17. Juli 2020 kam es im Zuge einer großen Rajonsreform zur Auflösung des alten Rajons und einer Neugründung unter Vergrößerung des Rajonsgebietes um die Rajone Iwankiw und Poliske sowie der bis dahin unter Oblastverwaltung stehenden Städte Prypjat und Slawutytsch. Kleinere Teile im Südwesten kamen zum neugeschaffenen Rajon Butscha.

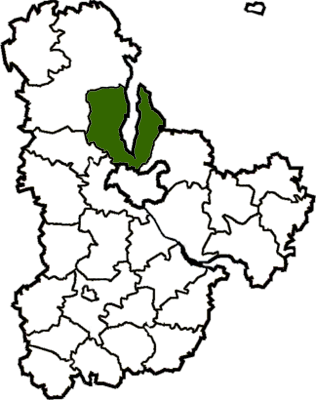
Rajon Wyschhorod bis Juli 2020
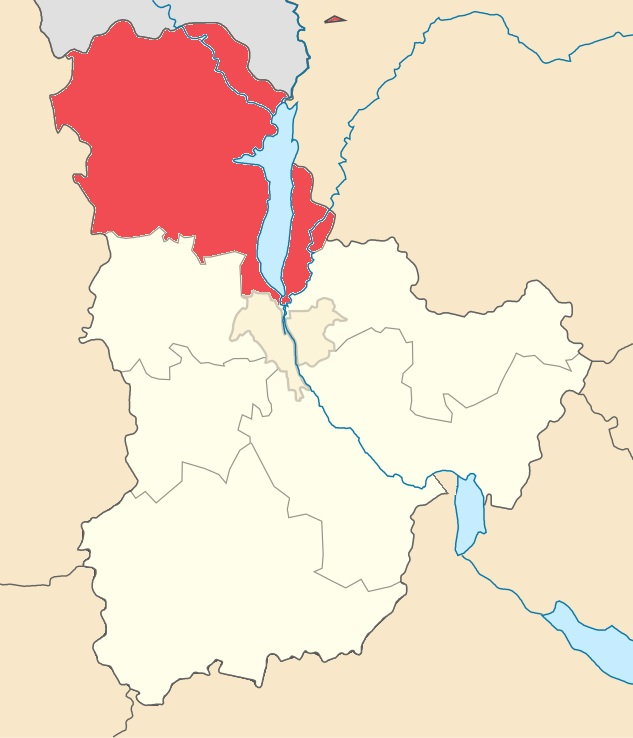
Rajonsgebiet ab Juli 2020

## Geographie
Der Rajon liegt im Norden der Oblast Kiew und grenzt im Norden an Belarus (Woblasz Homel, Rajon Brahin, Rajon Chojniki und Rajon Naroulja), im Osten an den Rajon Tschernihiw (in der Oblast Tschernihiw gelegen), im Südosten an den Rajon Browary sowie die Stadt Kiew, im Süden an den Rajon Butscha sowie im Westen an den Rajon Korosten (in der Oblast Schytomyr gelegen).
Bis Juli 2020 grenzte er im Süden an das Stadtgebiet von Kiew und den Rajon Kiew-Swjatoschyn, im Westen an den Rajon Borodjanka, im Nordwesten an den Rajon Iwankiw, im Nordosten an den Rajon Koselez (in der Oblast Tschernihiw) und im Südosten an den Rajon Browary.

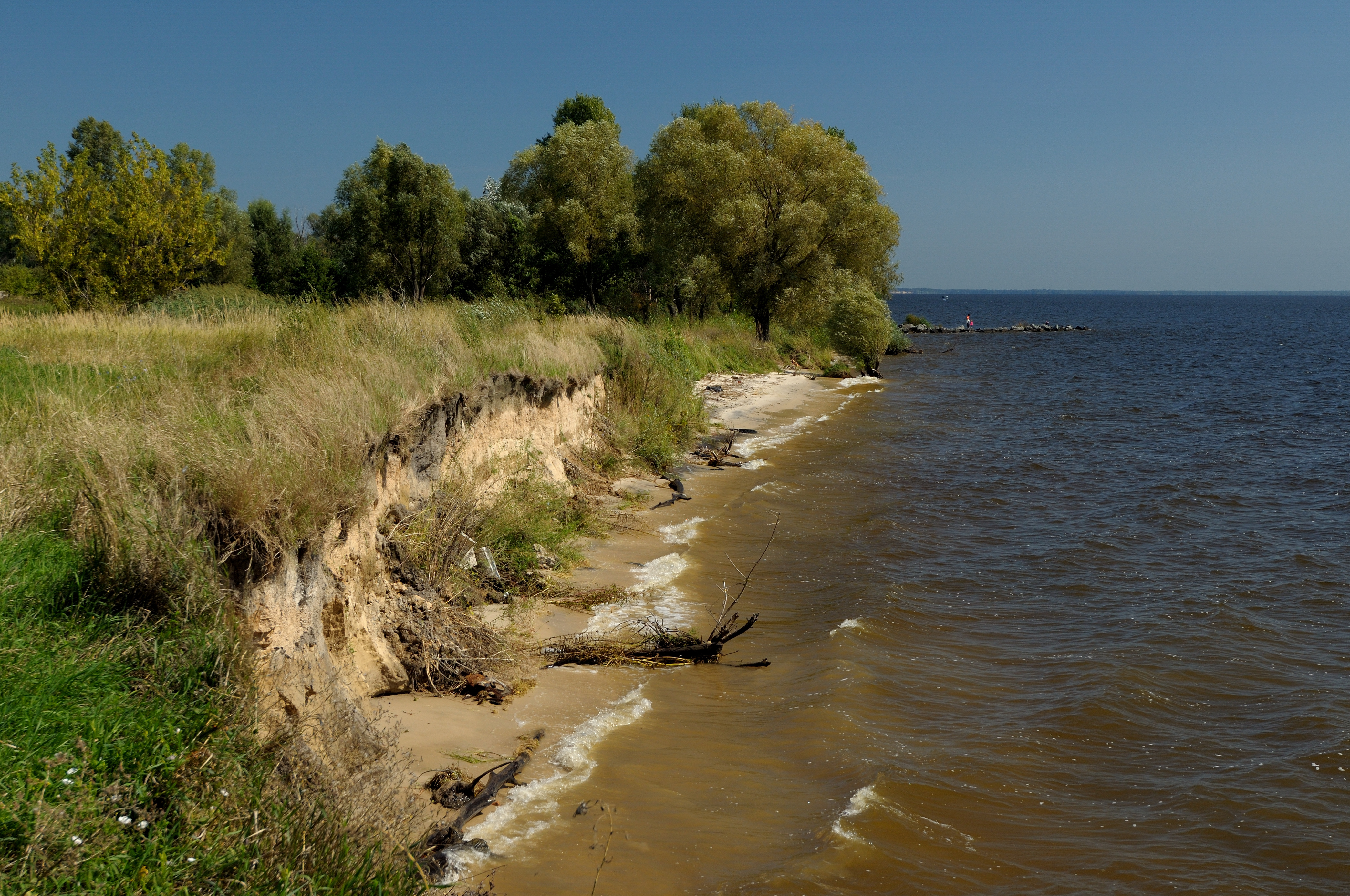
Das Kiewer Meer bei dem Dorf Jasnohorodka im Rajon Wyschhorod

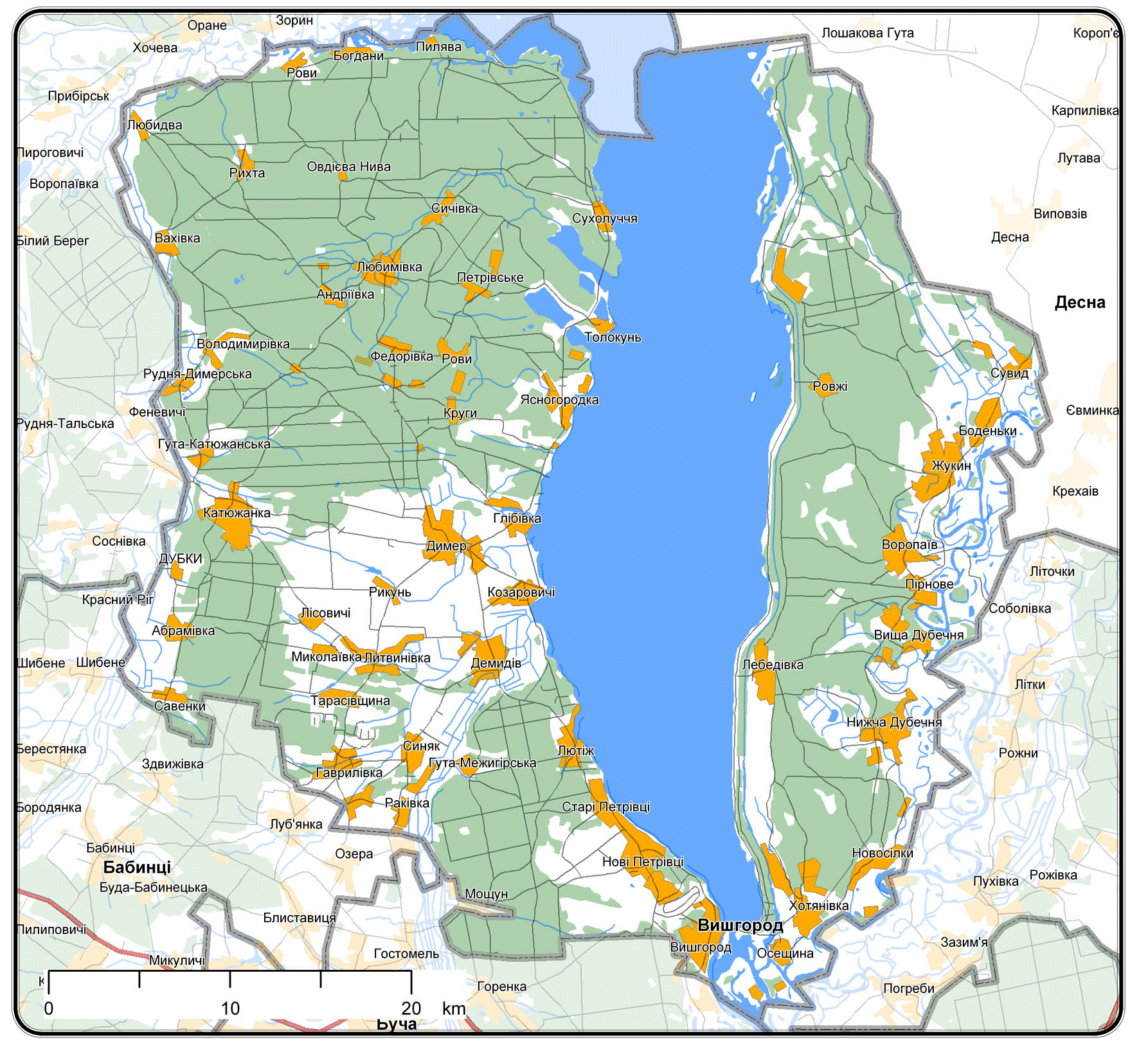
Karte des Rajon Wyschhorod in den Grenzen vor 2020 (heute der Südteil des Rajons)

Der Rajon wird durch den zum Kiewer Meer angestauten Dnepr von Norden nach Süden in eine linksufrige und eine rechtsufrige Seite zerschnitten. Die wichtigsten Flüsse der Region sind der Dnepr und dessen Nebenflüsse Desna und Irpin.
Die wichtigsten Straßenverbindungen sind die Regionalstraße P–02, die, von Kiew kommend, an Wyschhorod vorbei in Richtung Nordwesten bis nach Owrutsch verläuft und die Regionalstraße P–69, die bei Wyschhorod beide Dneprufer des Rajon verbindet und dann, parallel zur Desna, in Richtung Nordosten bis nach Tschernihiw führt. An der P–69 liegen nahezu alle Ortschaften auf der linksufrigen Seite des Rajons, während die Uferregion des Kiewer Meeres auf dieser Seite zum großen Teil unbewohnt ist.

Flagge des Rajon Wyschhorod

## Bevölkerung
Die Bevölkerung des Rajon setzte sich bei der Volkszählung in der Ukraine (2001) wie folgt zusammen:
- Ukrainer: 91,9 %
- Russen: 6,7 %
- Weißrussen: 0,6 %
- Polen: 0,1 %

## Administrative Gliederung
Auf kommunaler Ebene ist der Rajon in 7 Hromadas (2 Stadtgemeinden, 3 Siedlungsgemeinden und 2 Landgemeinden) unterteilt, denen jeweils einzelne Ortschaften untergeordnet sind.
Zum Verwaltungsgebiet gehören:
- 2 Städte
- 3 Siedlungen städtischen Typs
- 158 Dörfer

Die Hromadas sind im Einzelnen:
- Stadtgemeinde Wyschhorod
- Stadtgemeinde Slawutytsch
- Siedlungsgemeinde Dymer
- Siedlungsgemeinde Iwankiw
- Siedlungsgemeinde Poliske
- Landgemeinde Petriwzi
- Landgemeinde Pirnowe

Auf kommunaler Ebene war der Rajon bis Juli 2020 administrativ in eine Stadtgemeinde, eine Siedlungsratsgemeinde und 28 Landratsgemeinden unterteilt, denen jeweils einzelne Ortschaften untergeordnet sind.
Zum Verwaltungsgebiet gehörten:
- 1 Stadt: Wyschhorod
- 1 Siedlung städtischen Typs: Dymer
- 55 Dörfer unterteilt in 28 Landratsgemeinden

### Stadt
| Städte                   | Städte     | Städte                |
| Name                     | Name       | Name                  |
| ukrainisch transkribiert | ukrainisch | russisch              |
| ------------------------ | ---------- | --------------------- |
| Wyschhorod               | Вишгород   | Вышгород (Wyschgorod) |

### Siedlung städtischen Typs
| Siedlungen städtischen Typs | Siedlungen städtischen Typs | Siedlungen städtischen Typs |
| Name                        | Name                        | Name                        |
| ukrainisch transkribiert    | ukrainisch                  | russisch                    |
| --------------------------- | --------------------------- | --------------------------- |
| Dymer                       | Димер                       | Дымер                       |

### Dörfer
| Dörfer                         | Dörfer                 | Dörfer                                         | Dörfer                 |
| Name                           | Name                   | Name                                           | Gemeindezuordnung      |
| ukrainisch transkribiert       | ukrainisch             | russisch                                       | Gemeindezuordnung      |
| ------------------------------ | ---------------------- | ---------------------------------------------- | ---------------------- |
| Abramiwka                      | Абрамівка              | Абрамовка (Abramowka)                          | Abramiwka              |
| Andrijiwka                     | Андріївка              | Андреевка (Andrejewka)                         | Ljubymiwka             |
| Bodenky                        | Боденьки               | Боденьки (Bodenki)                             | Suwyd                  |
| Bohdany                        | Богдани                | Богданы (Bogdany)                              | Bohdany                |
| Chotjaniwka                    | Хотянівка              | Хотяновка (Chotjanowka)                        | Chotjaniwka            |
| Demydiw                        | Демидів                | Демидов (Demidow)                              | Demydow                |
| Dmytriwka (bis 2016 Petriwske) | Дмитрівка (Петрівське) | Дмитровка (Dmitrowka)/Петровское (Petrowskoje) | Tolokun                |
| Dudky                          | Дудки                  | Дудки (Dudki)                                  | Abramiwka              |
| Fedoriwka                      | Федорівка              | Фёдоровка (Fjodorowka)                         | Rowy                   |
| Hawryliwka                     | Гаврилівка             | Гавриловка (Gawrilowka)                        | Hawryliwka             |
| Hlibiwka                       | Глібівка               | Глебовка (Glebowka)                            | Hlibiwka               |
| Huta-Katjuschanska             | Гута-Катюжанська       | Гута-Катюжанская (Guta-Katjuschanskaja)        | Katjuschanka           |
| Huta-Meschyhirska              | Гута-Межигірська       | Гута-Межигорская (Guta-Meschigorskaja)         | Ljutisch               |
| Jasnohorodka                   | Ясногородка            | Ясногородка (Jasnogorodka)                     | Jasnohorodka           |
| Kamenka                        | Каменка                | Каменка                                        | Dymer                  |
| Katjuschanka                   | Катюжанка              | Катюжанка                                      | Katjuschanka           |
| Kosarowytschi                  | Козаровичі             | Козаровичи (Kosarowitschi)                     | Kosarowytschi          |
| Kruhy                          | Круги                  | Круги (Krugi)                                  | Rowy                   |
| Lebediwka                      | Лебедівка              | Лебедевка (Lebedewka)                          | Lebediwka              |
| Lissowytschi                   | Лісовичі               | Лесовичи (Lessowitschi)                        | Lytwyniwka             |
| Ljubymiwka                     | Любимівка              | Любимовка (Ljubimowka)                         | Ljubymiwka             |
| Ljubydwa                       | Любидва                | Любидва (Ljubidwa)                             | Wachiwka               |
| Ljutisch                       | Лютіж                  | Лютеж (Ljutesch)                               | Ljutisch               |
| Lytwyniwka                     | Литвинівка             | Литвиновка (Litwinowka)                        | Lytwyniwka             |
| Mykolaiiwka                    | Миколаївка             | Николаевка (Nikolajewka)                       | Lytwyniwka             |
| Nowi Petriwzi                  | Нові Петрівці          | Новые Петровцы (Nowyje Petrowzy)               | Nowi Petriwzi          |
| Nowosilky                      | Новосілки              | Новосёлки (Nowosjolki)                         | Nowosilky              |
| Nyschtscha Dubetschnja         | Нижча Дубечня          | Низшая Дубечня (Nisschaja Dubetschnja)         | Nyschtscha Dubetschnja |
| Osseschtschyna                 | Осещина                | Осещина (Osseschtschina)                       | Chotjaniwka            |
| Owdijewa Nywa                  | Овдієва Нива           | Авдеева Нива (Awdejewa Niwa)                   | Bohdany                |
| Pirnowe                        | Пірнове                | Пирново (Pirnowo)                              | Pirnowe                |
| Pyljawa                        | Пилява                 | Пилява (Piljawa)                               | Bohdany                |
| Rakiwka                        | Раківка                | Раковка (Rakowka)                              | Synjak                 |
| Rostisne                       | Розтісне               | Растесное (Rastesnoje)                         | Rowy                   |
| Rowschi                        | Ровжі                  | Ровжи                                          | Schukyn                |
| Rowy                           | Рови                   | Ровы                                           | Rowy                   |
| Rudnja-Dymerska                | Рудня-Димерська        | Рудня-Дымерская (Rudnja-Dymerskaja)            | Rudnja-Dymerska        |
| Rychta                         | Рихта                  | Рыхта                                          | Bohdany                |
| Rykun                          | Рикунь                 | Рыкунь                                         | Dymer                  |
| Rytni                          | Ритні                  | Рытни                                          | Bohdany                |
| Sawenky                        | Савенки                | Савенки (Sawenki)                              | Abramiwka              |
| Schukyn                        | Жукин                  | Жукин (Schukin)                                | Schukyn                |
| Stari Petriwzi                 | Старі Петрівці         | Старые Петровцы (Staryje Petrowzy)             | Stari Petriwzi         |
| Sucholutschtschja              | Сухолуччя              | Сухолучье (Sucholutschje)                      | Sucholutschtschja      |
| Suwyd                          | Сувид                  | Сувид (Suwid)                                  | Suwyd                  |
| Synjak                         | Синяк                  | Синяк (Sinjak)                                 | Synjak                 |
| Sytschiwka                     | Сичівка                | Сычовка (Sytschowka)                           | Ljubymiwka             |
| Tarasiwschtschyna              | Тарасівщина            | Тарасовщина (Tarassowschtschina)               | Hawryliwka             |
| Tscherwone                     | Червоне                | Червоное (Tscherwonoje)                        | Synjak                 |
| Tolokun                        | Толокунь               | Толокунь                                       | Tolokun                |
| Wachiwka                       | Вахівка                | Ваховка (Wachowka)                             | Wachiwka               |
| Wolodymyriwka                  | Володимирівка          | Владимировка (Wladimirowka)                    | Rudnja-Dymerska        |
| Woronkiwka                     | Вороньківка            | Вороньковка (Woronkowka)                       | Synjak                 |
| Woropajiw                      | Воропаїв               | Воропаев (Woropajew)                           | Woropajiw              |
| Wyschtscha Dubetschnja         | Вища Дубечня           | Высшая Дубечня (Wysschaja Dubetschnja)         | Wyschtscha Dubetschnja |

Quelle: